# Dorothy Thurtle
Dorothy Thurtle (Londen, 15 november 1890 – St Albans, 28 februari 1973) was een Britse vrouwenrechtenactivist en Labour-politicus. Ze is vooral bekend vanwege haar strijd voor het recht op abortus.